# Pestovo
Pestovo (rusky Песто́во) je město v Novgorodské oblasti v  Ruské federaci. Při sčítání lidu v roce 2010 mělo bezmála šestnáct tisíc obyvatel.

## Poloha a doprava
Pestovo leží na Moloze, levé přítoku Volhy. Od Velikého Novgorodu, správního střediska oblasti, je vzdáleno přibližně tři sta kilometrů východně.
Přes Pestovo prochází železniční trať (Petrohrad –) Mga – Budogošč – Ovinišče (– Savjolovo – Moskva) uvedená do provozu v třicátých letech dvacátého století.

## Dějiny
Pestovo vzniklo jako staniční osídlení v roce 1920 blízko stejnojmenné staré vesnice v rámci výstavby železniční trati, která měla spojit Petrohrad a Moskvu alternativní cestou ke starší Nikolajevské dráze.
Městem je Pestovo od roku 1965.